# Sergej Vladimirovič Iljušin
Sergej Vladimirovič Iljušin [sergéj vladimírovič iljúšin] (rusko Серге́й Владими́рович Илю́шин), ruski general, letalski inženir in vojaški pilot, * 30. marec 1894, Diljalevo pri Vologdi, Rusija, † 9. februar 1977, Moskva, Rusija.
Generalporočnik Iljušin je izhajal iz revne kmečke družine. Že od mladih nog je moral samostojno delati. Sam se je učil matematike, fizike in kemije.
Leta 1914 je vstopil v rusko carsko vojsko in se do leta 1917 šolal za pilota. Leta 1919 je prestopil v novoustanovljeno Rdečo armado in v sledeči državljanski vojni služil kot letalski mehanik. Leta 1921 je začel z visokošolskim izobraževanjem, najprej v moskovskem Inženirskem inštitutu Rdečega letalstva. Študij je zaključil leta 1926 na moskovski Vojaški inženirski letalski akademiji Žukovskega. Potem se je ukvarjal z jadralnimi letali. Kot svetovalec se je vrnil v oborožene sile in leta 1931 postal vodja nekaj konstrukcijskih birojev. Načrtoval je višinske raziskovalne balone in razvil letalo ZBK-30, kasneje preimenovano v Iljušin Il-4, ki je postavilo številne svetovne rekorde.
Iljušinov veliki met se je zgodil leta 1939 z jurišnim letalom Iljušin Il-2. Leta 1944 je njegov biro začel razvijali reaktivna letala. Po drugi svetovni vojni je načrtoval civilna letala (npr. Iljušin Il-12 (prvi polet 1946)) in bombnike. Njegova bolj znana letala so:
- bombniki: Iljušin Il-4, Iljušin Il-28
- bojna letala: Iljušin Il-10
- potniško letalo Iljušin Il-14
- turbopropelersko prometno letalo srednjega dosega Iljušin Il-18 (1956)
- prometno letalo dolgega dosega Iljušin Il-62 (1962)
- eno največjih transportnih letal na svetu Iljušin Il-76 (1971)

Od leta 1948 je bil profesor na letalski vojaški akademiji. Leta 1967 je bil imenovan za inženirskega podpolkovnika, naslednjega leta pa za člana Sovjetske akademije znanosti. 
Za svoje konstrukcije je prejel številna priznanja Sovjetske zveze. Bil je osemkratni nosilec redu Lenina, sedemkrat je dobil državno nagrado (194], 1942, 1943, 1946, 1947, 1950, 1952). Trikrat je bil odlikovan z redom junaka socialističnega dela. 
Pokopan je na moskovskem pokopališču Novodeviči.
Njegov sin Vladimir Sergejevič Iljušin je bil znan preizkusni pilot, med drugim neuradno velja za prvega človeka v vesolju (prišlo je do nesreče, v katerem je raketa strmoglavila in polet so sovjetski mediji zamolčali).